# Reichenau-Tamins–Disentis/Mustér-vasútvonal
A Reichenau-Tamins–Disentis/Mustér-vasútvonal a svájci RhB vasúttársaság egyik vasútvonala, mely Reichenau-Taminst köti össze Disentis/Mustér-szal.
A 49,31 km hosszúságú, 1000 mm-es nyomtávolságú vasútvonal első szakasza 1903-ban nyílt meg.